# لقاعة العلجوم

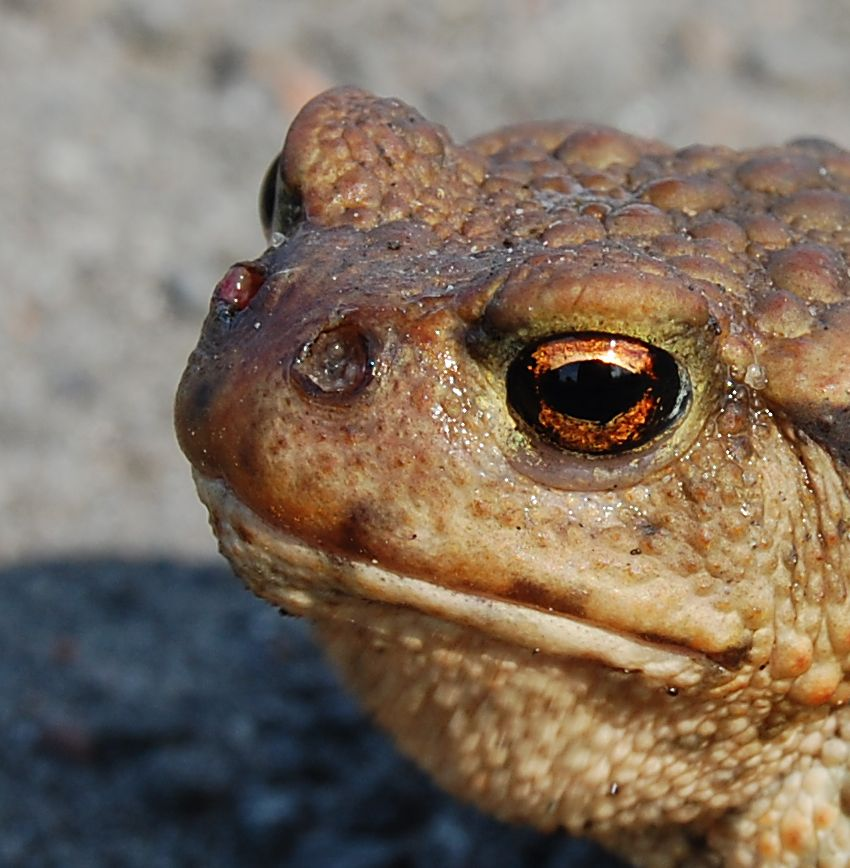

لقَّاعة العُلجوم هي عضو في فصيلة الخوتعيات. يتغذى الذباب البالغ عادةً على حبوب اللقاح ورحيق الأزهار، في حين أن اليرقات شبيهة طفيليات تتغذى أساسًا على اللحم الحي ضفدع الجبل، ما يؤدي إلى موت الضفدع، على الرغم من العثور عليها طفيلياتٍ على أنواع الضفادع الأُخَر.  إنه شائع في شمال غرب أوربَّة.